# Meeresnaturpark Bassin d’Arcachon

Der Meeresnaturpark ist mit M07 gekennzeichnet.

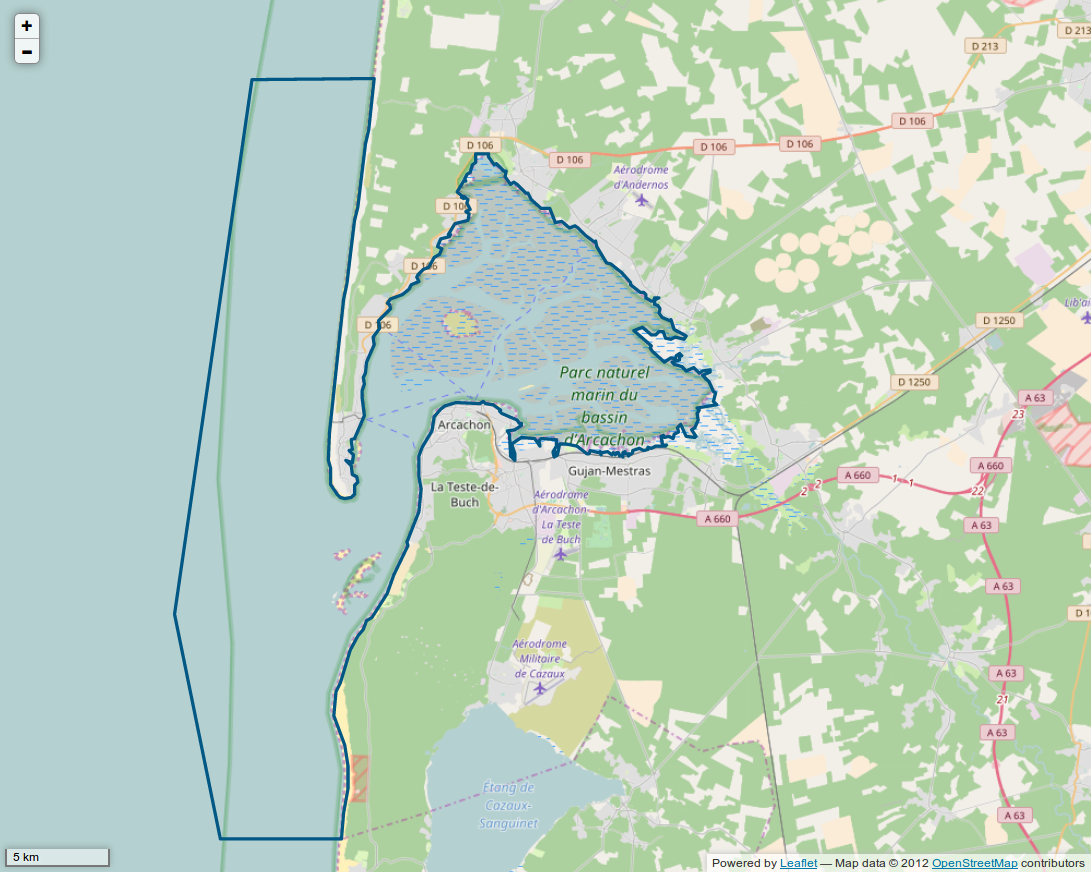
Lageplan des Naturparks

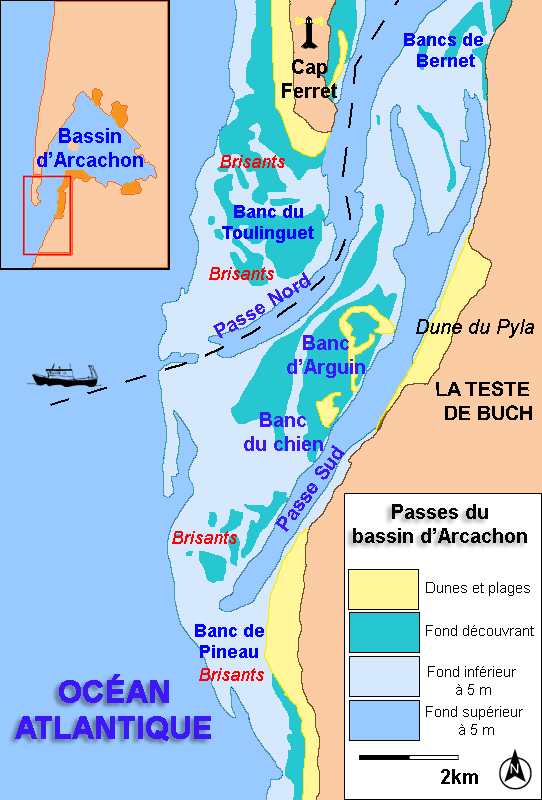
Mündung des Bassin d’Arcachon in den Atlantik

Der Meeresnaturpark Bassin d’Arcachon (frz.: Parc naturel marin du bassin d’Arcachon) liegt an der französischen Atlantikküste. Das Meeresgebiet grenzt an das Département Gironde in der Region Nouvelle-Aquitaine.

## Parkverwaltung
Die Gründung des Meeresnaturparks erfolgte am 5. Juni 2014. Die Parkverwaltung hat ihren Sitz in Le Teich (44° 38′ 30″ N, 1° 1′ 19″ W). Der Park steht seit 2020 unter der Verwaltung des französische Amtes für Biodiversität (frz.: Office français de la biodiversité (OFB)), einer öffentlichen Einrichtung, die sich dem Schutz der Biodiversität verschrieben hat. Es wurde am 1. Januar 2020 durch Gesetz Nr. 2019-773 vom 24. Juli 2019 gegründet und steht unter der Aufsicht des Ministeriums für ökologischen Wandel (frz.: Ministère de la Transition écologique) und des Ministeriums für Landwirtschaft und Ernährung (frz.: Ministère de l’Agriculture et de l’Alimentation).

## Geografie
Der Park umfasst die Wasserfläche des Bassin d’Arcachon sowie einen im Atlantischen Ozean der Küste vorgelagerten Meeresstreifen mit einer Länge von etwa 38 Kilometern und einer Reichweite von 5,5 Kilometer (drei Seemeilen) ins offene Meer. Die maximale Meerestiefe beträgt dort 20 bis 25 Meter. In Summe handelt es sich um 435 km² Wasserfläche und 144 km Küstenlinie.
Das Bassin von Arcachon hat eine annähernd dreieckige Form und wird durch die Halbinsel Cap Ferret fast vom Atlantik abgetrennt. Die Süßwasser-Zufuhr erfolgt überwiegend durch den Fluss Eyre. In der Bucht befinden sich ausgedehnte Wattflächen, auf denen Gezeitenfischerei und Austernzucht betrieben wird. Der Küstenstreifen am Atlantik beeindruckt durch seine ausgedehnten Sandstrände. In der Mündung der Bucht liegt die Sandbank Banc d’Arguin, sowie am dortigen Festlandufer die Dune du Pilat, die höchste Wanderdüne Europas. Beides sind ausgewiesene Naturschutzgebiete.
Der Park grenzt landseitig an 10 Gemeinden. Diese sind (im Uhrzeigersinn rund um das Bassin von Arcachon):
- Lège-Cap-Ferret
- Arès
- Andernos-les-Bains
- Lanton
- Audenge
- Biganos
- Le Teich
- Gujan-Mestras
- La Teste-de-Buch
- Arcachon

## Die "Wasserlandschaft"
Das Bassin d’Arcachon ist eine Umgebung in ständiger Bewegung, die dem Rhythmus der Gezeiten folgt. Diese starke Hydrodynamik beeinflusst alle hier beheimateten Lebewesen. Eine Flut von 200 bis 400 Millionen Kubikmeter Wasser füllt das Becken zweimal täglich auf, bei Ebbe fließt das Wasser mit einer Geschwindigkeit von rund 30.000 Kubikmetern pro Sekunde wieder ab. Jede Flut erneuert nur einen Teil des gesamten Wasservolumens in der Lagune. Die vollständige Erneuerungszeit dieses Gewässers variiert zwischen 10 und 24 Tagen.
Der Gezeitenzyklus trägt zum Reichtum der charakteristischen Ökosysteme der Lagune bei und bestimmt auch die Vielfalt menschlicher Aktivitäten im Umland. Mehr als 100 km² Wattflächen und Sandbänke entstehen bei jeder Ebbe. Das sich zurückziehende Meer bietet dann die Möglichkeit für Wat- und Entenvögel an die Küste zu kommen, um wirbellose Tiere oder kleine Fische, die in Pfützen zurückgehalten werden, zu fressen.
Bei steigender Flut kehren sich die Gezeitenströmungen um. Alle Arten, die zuvor im Sediment verborgen oder begraben waren, tauchen wieder auf und nutzen die Rückkehr des Wassers, um sich von den zurück geschwemmten Mikroorganismen zu ernähren.
Wenn sich das Wasser des Beckens im Frühling erwärmt und die Temperatur des Ozeanwassers übersteigt, wird die Lagune auch für viele Fischarten interessant. Sie nutzen die Flut, treten dann durch die Zugänge ein und besiedeln das Becken. Unter diesen Arten befinden sich Wolfsbarsch, Meerbrasse, Meerbarbe, Seezunge, Rochen und viele andere. Sie treffen dann auf die Arten, die den ganzen Winter dort geblieben sind, wie Seepferdchen, Meeraale oder Krebse. Andere zögern auch nicht, bereits in den Wintermonaten zurückzukehren, wie z. B. Tintenfische oder Seespinnen.
Die Gründe für ihren Eintritt in das Becken sind unterschiedlich, einige kommen, um sich zu vermehren, andere um sich von den vorhandenen Populationen zu ernähren. Alle diese Arten kehren im Oktober und November wieder in den Atlantik zurück. Dort werden auch immer wieder Meeressäuger gesichtet, am häufigsten der Schweinswal. Es ist ein kleiner Delfin von etwa 1,5 Metern Länge.
Die Herausforderung zur Erhaltung des ökologischen Gleichgewichtes liegt neben den weltweiten Problemfeldern, wie Klimawandel, Mikroplastik etc. hier zusätzlich beim Interessensausgleich zwischen den natürlichen Gegebenheiten, den wirtschaftlichen Nutzungen (Austern- und Fischzucht, Gastronomie), der zunehmenden Besiedelung durch dauerhafte Wohnsitze und dem Tourismus (Besucherströme, Badegäste, Freizeitsportler). Diese Aufgabe versucht der Meeresnaturpark zu erfüllen, indem er in seinen Verwaltungsrat alle betroffenen Gruppen integriert hat.

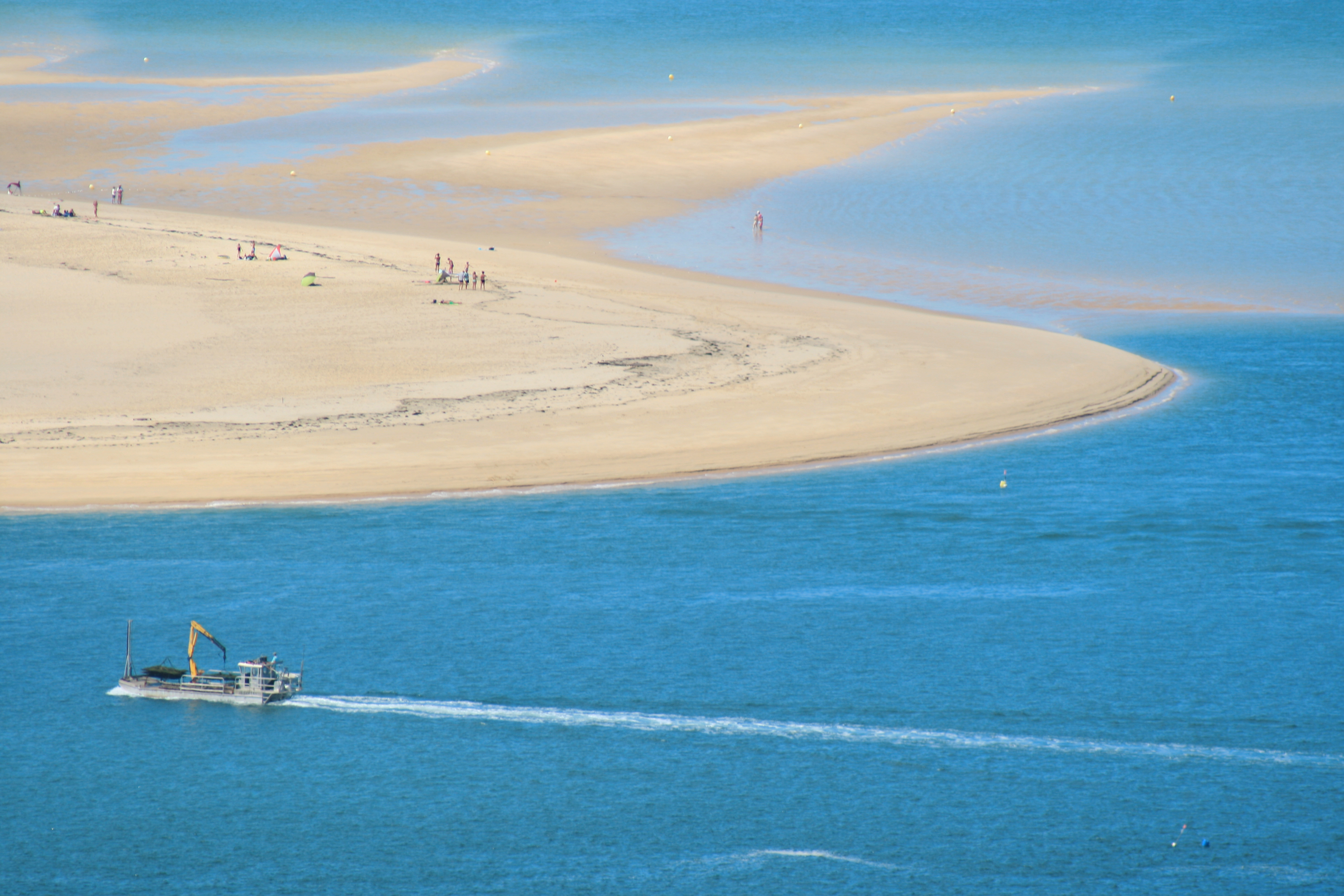
Die Sandbank Banc d’Arguin
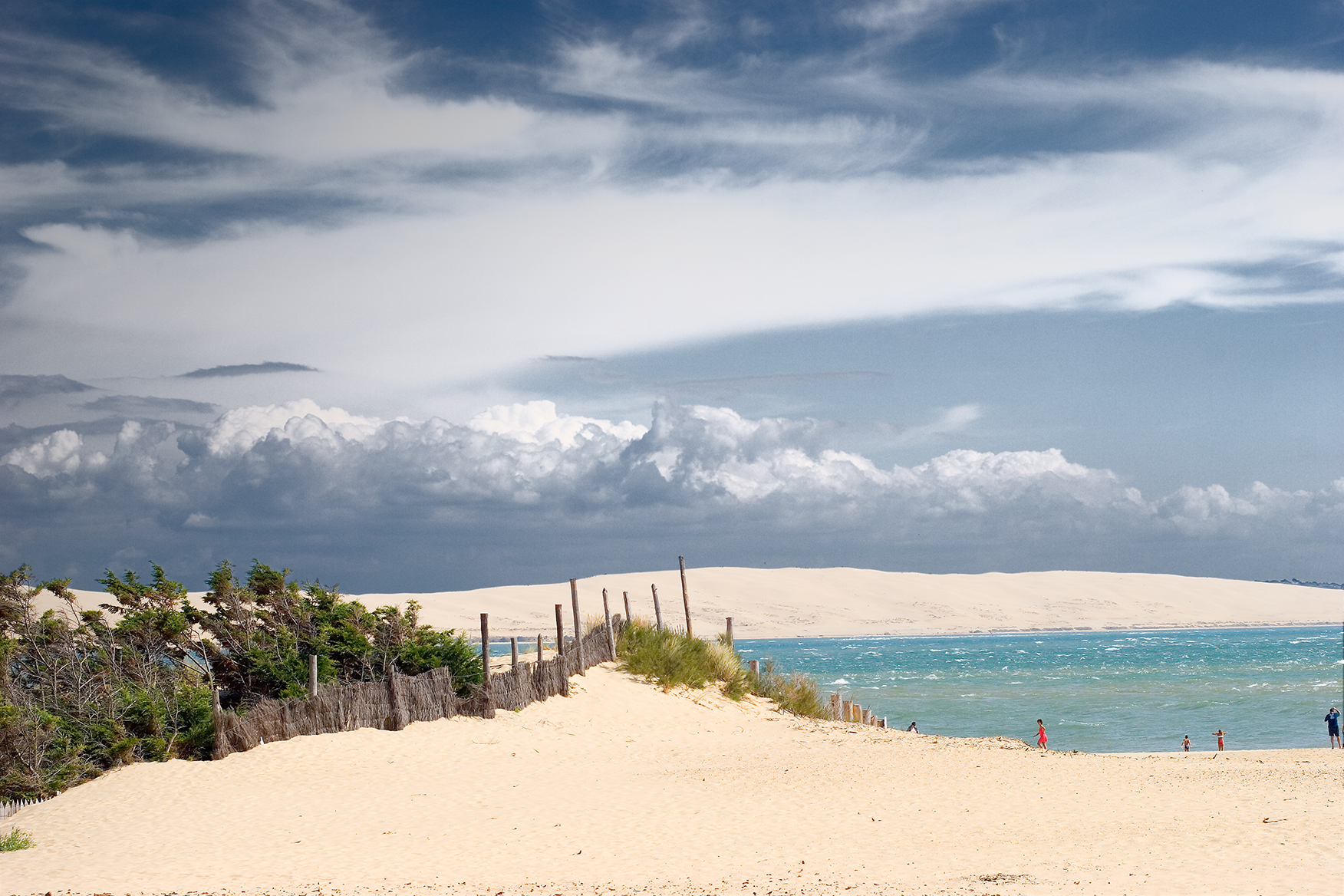
Die Dune de Pilat im Hintergrund, gesehen von der Halbinsel Cap-Ferret
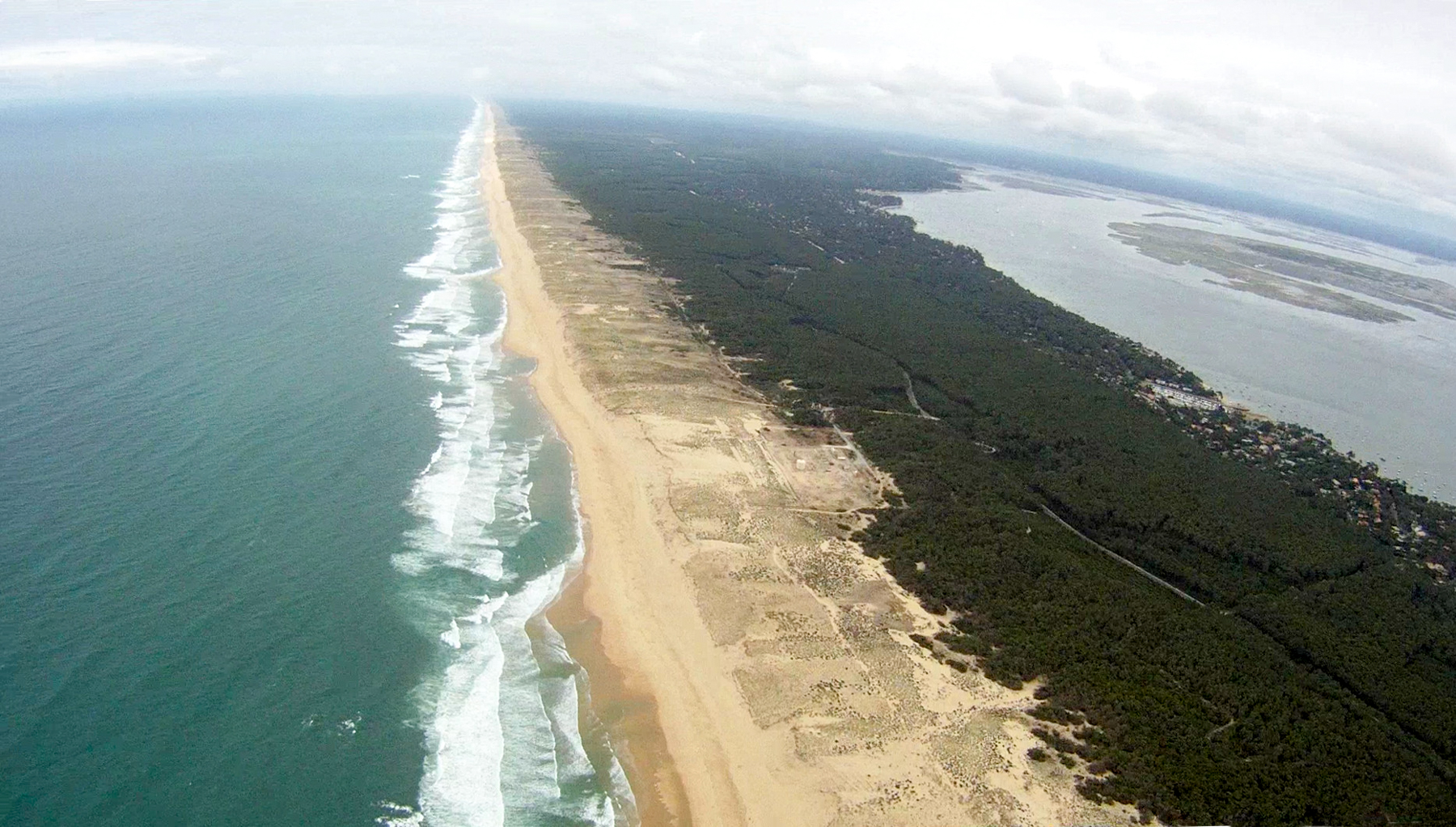
Halbinsel Cap-Ferret links der Atlantik, rechts das Bassin d’Arcachon
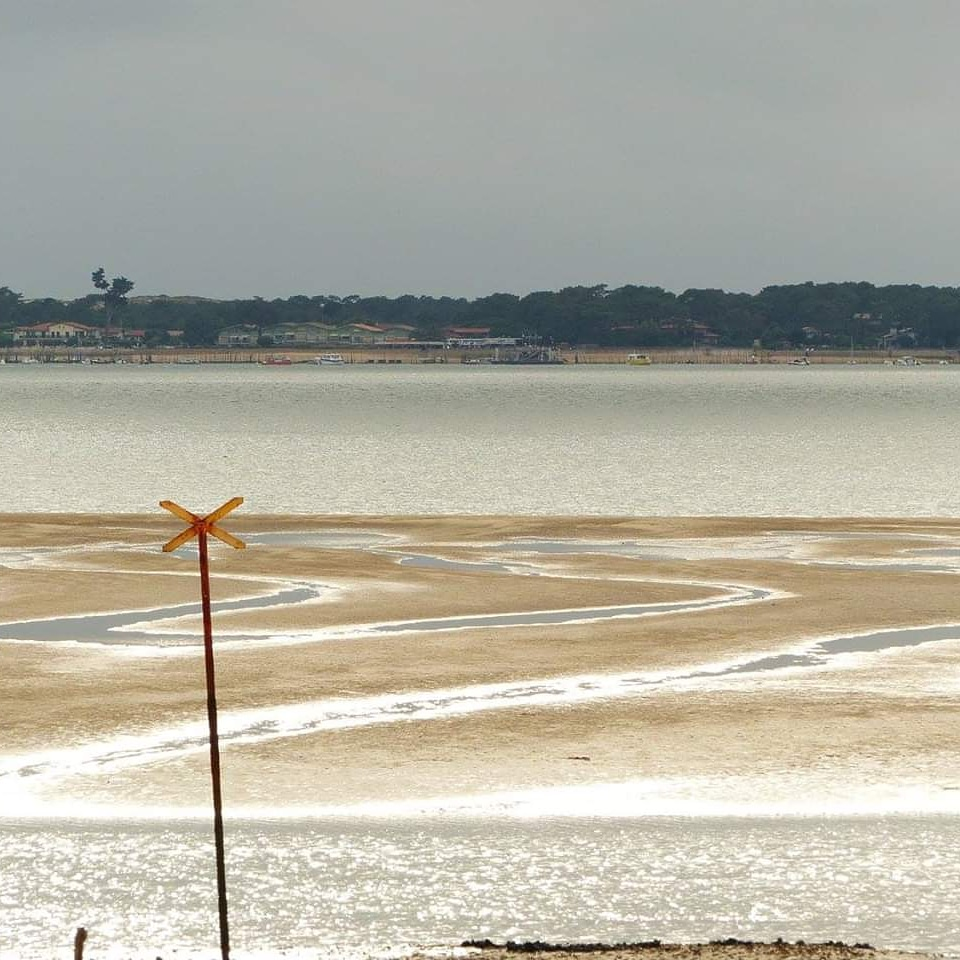
Das Bassin d’Arcachon bei Ebbe
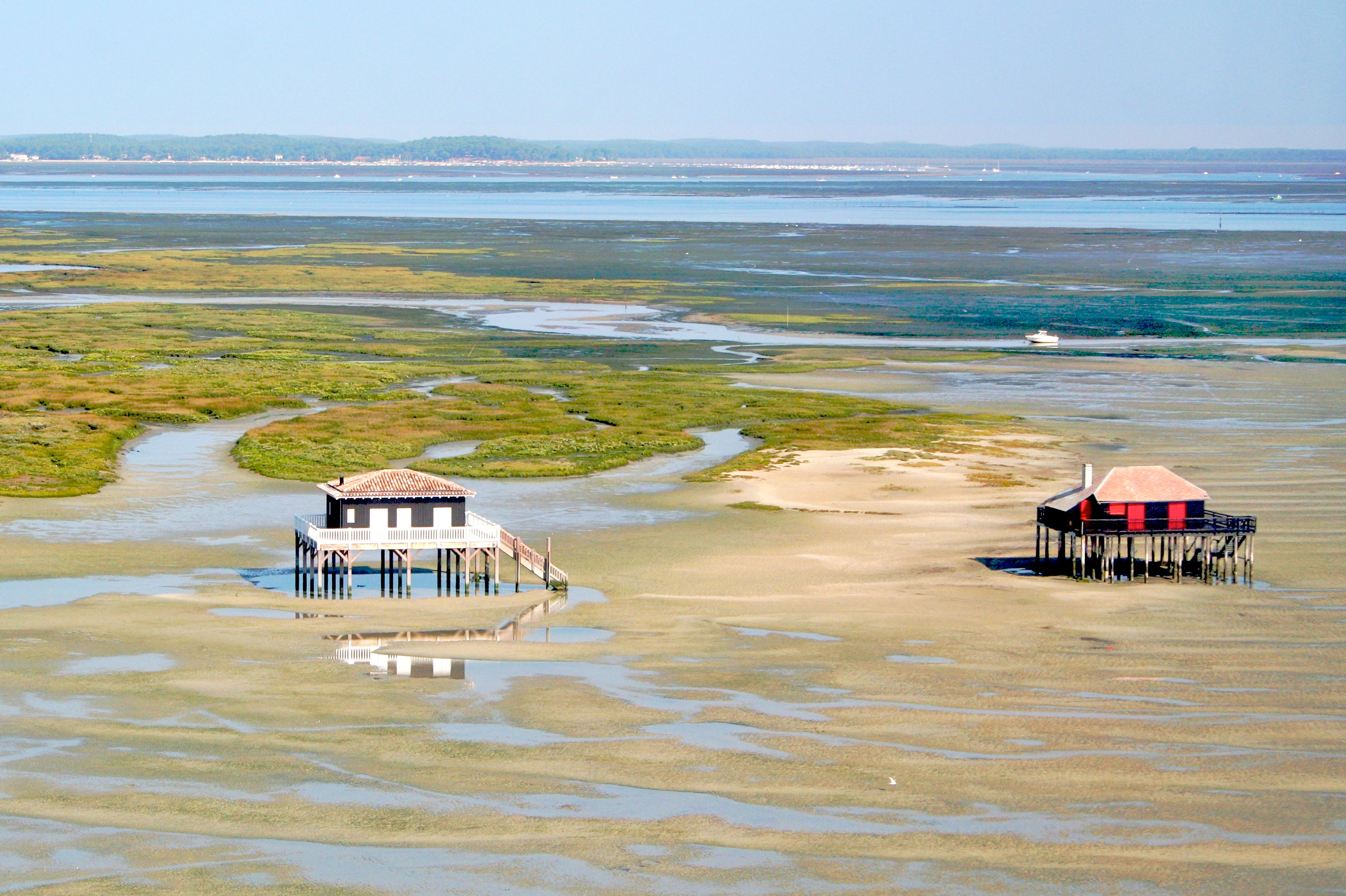
Stelzenhütten auf der Vogelinsel im Bassin
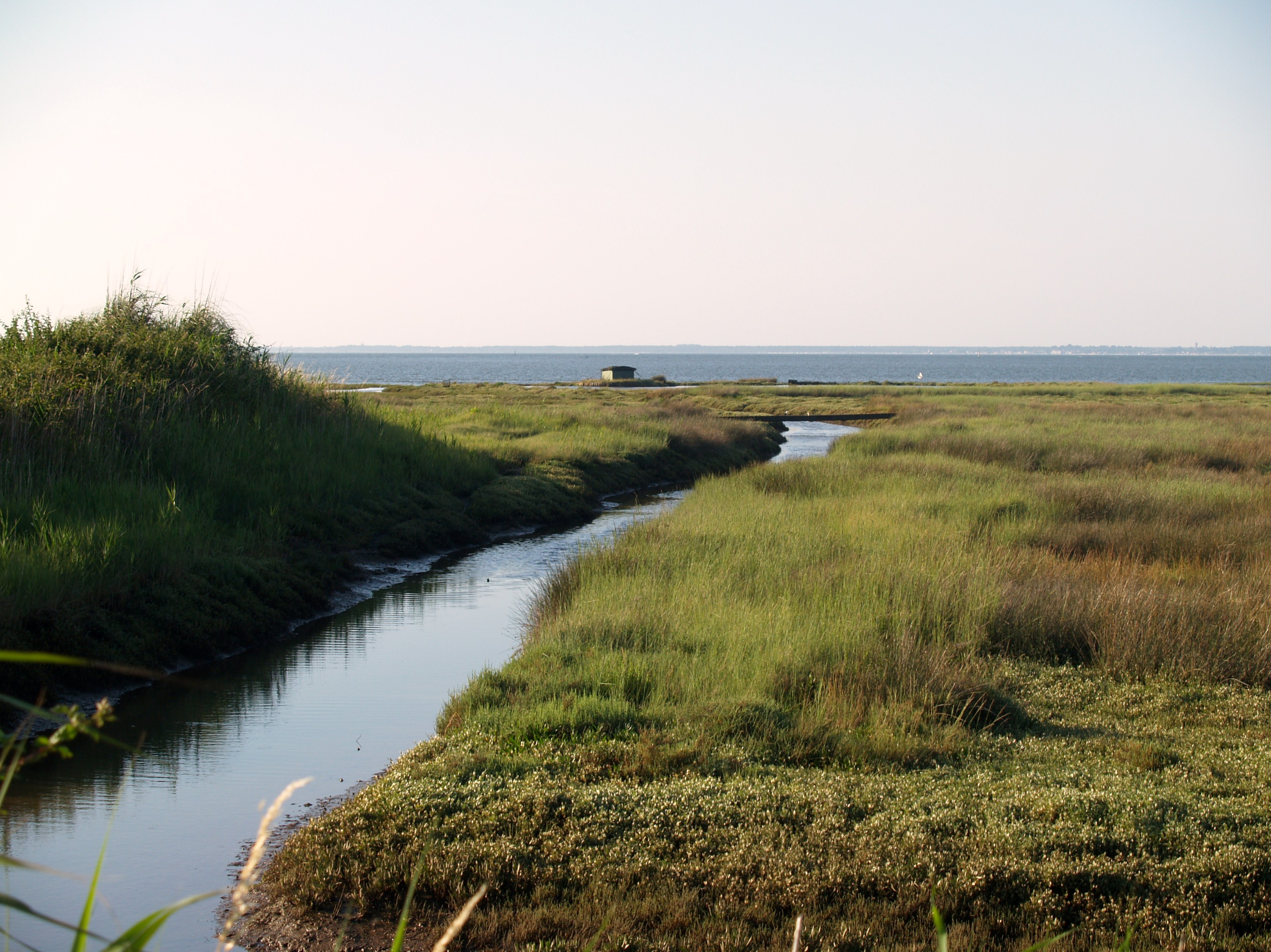
Sumpflandschaft bei La Hume (Gemeinde Gujan-Mestras)
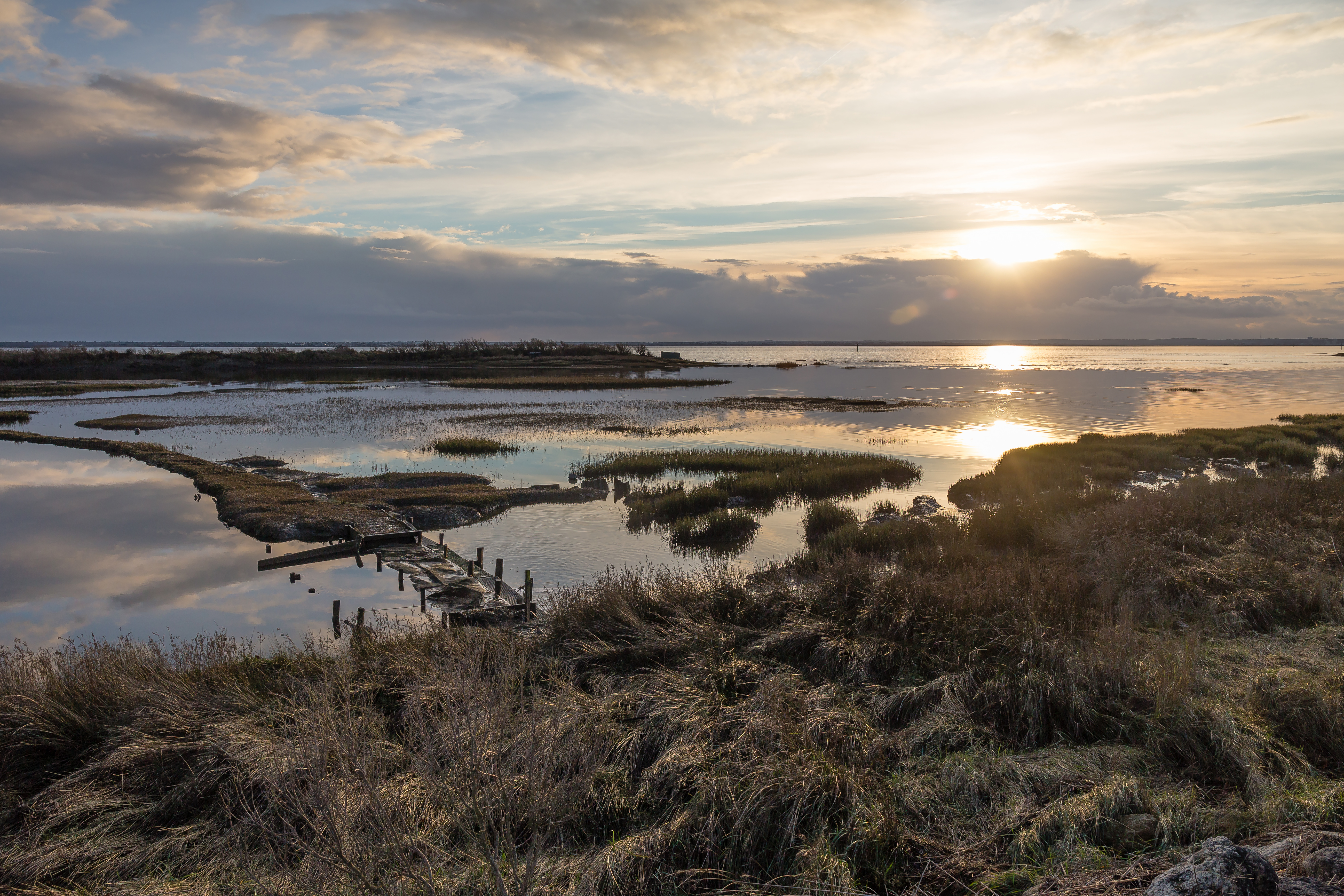
Uferzone bei Certes-Graveyron (Gemeinde Audenge)
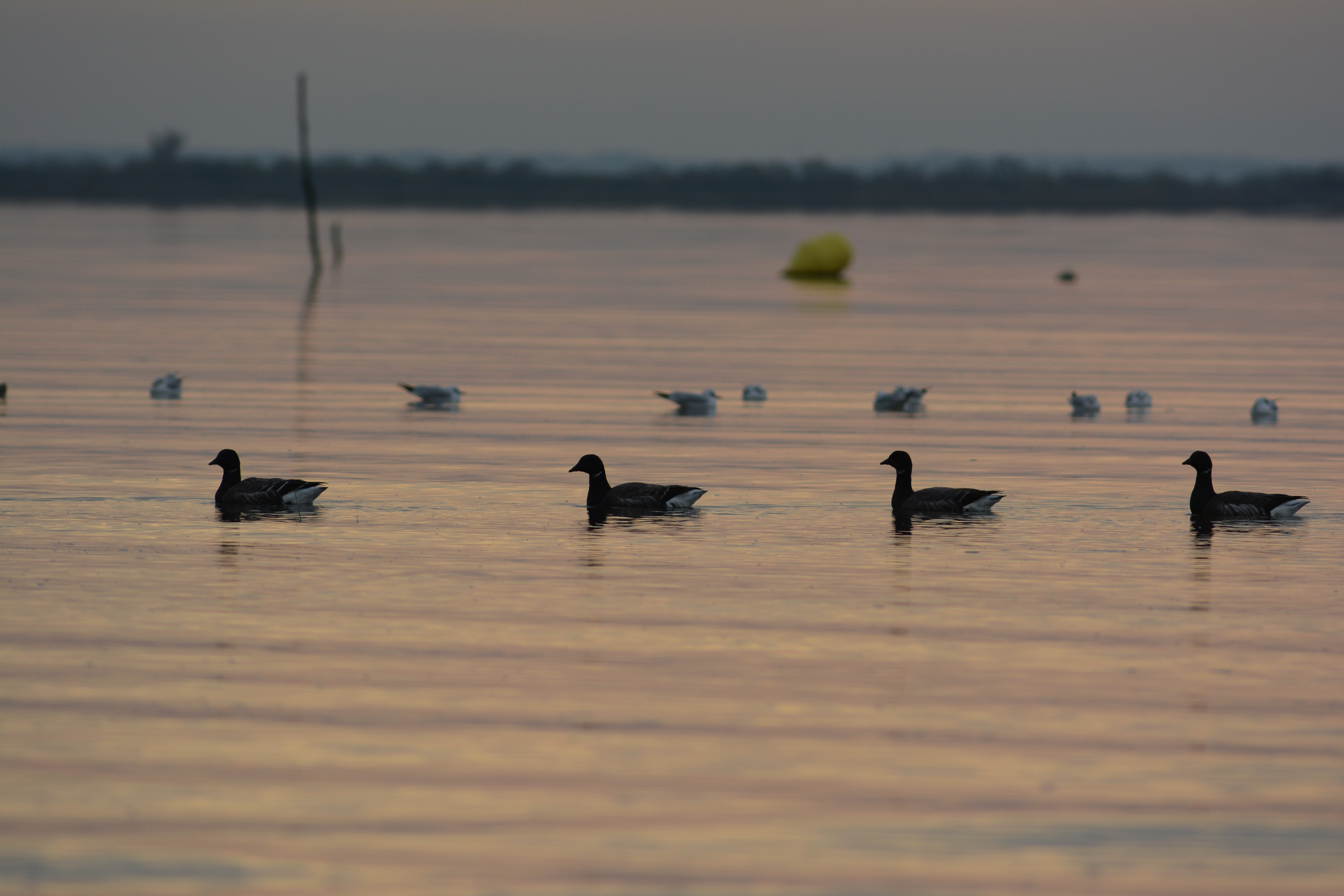
Wasservögel vor Arcachon
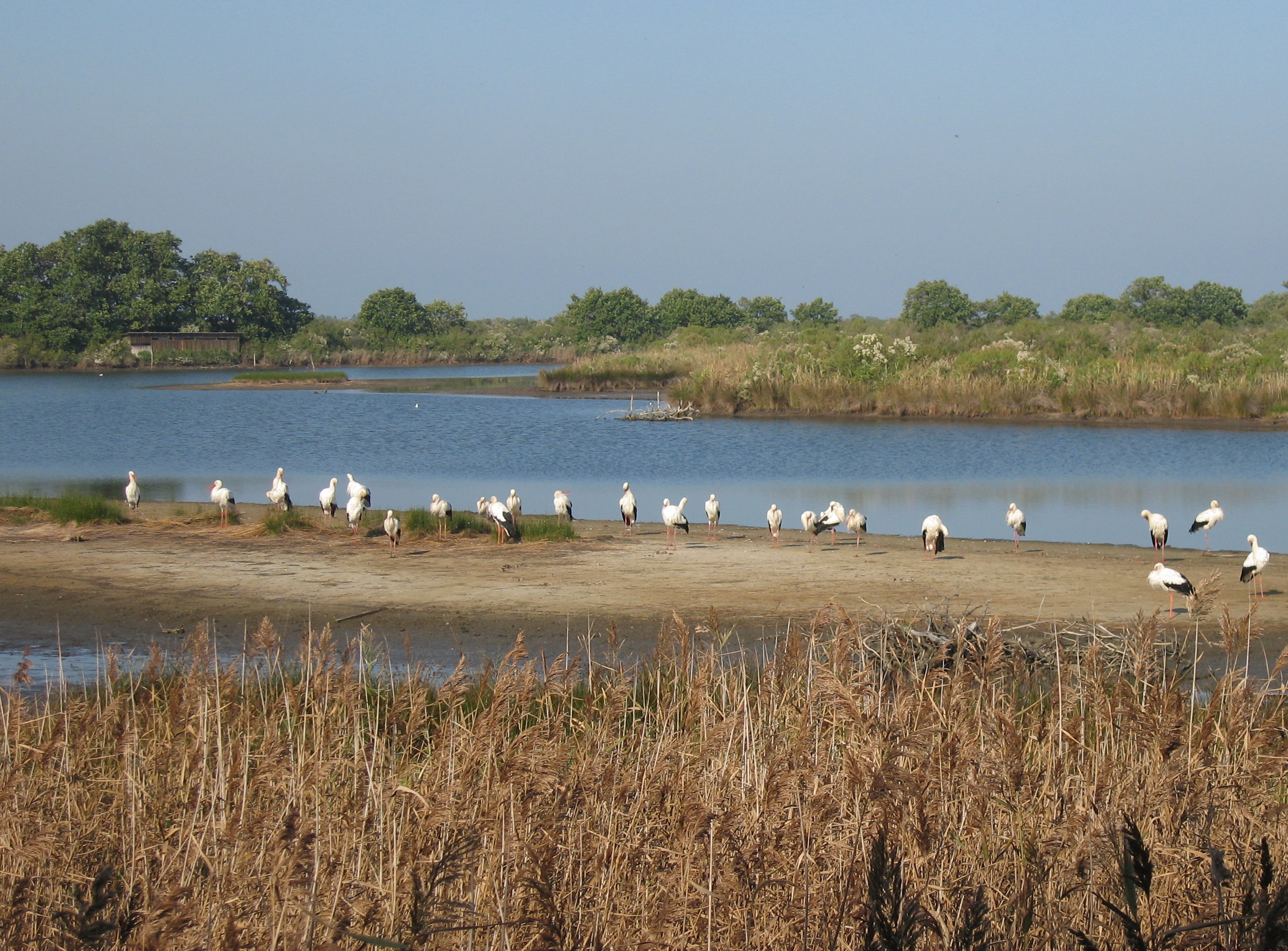
Störche im Vogelpark von Le Teich
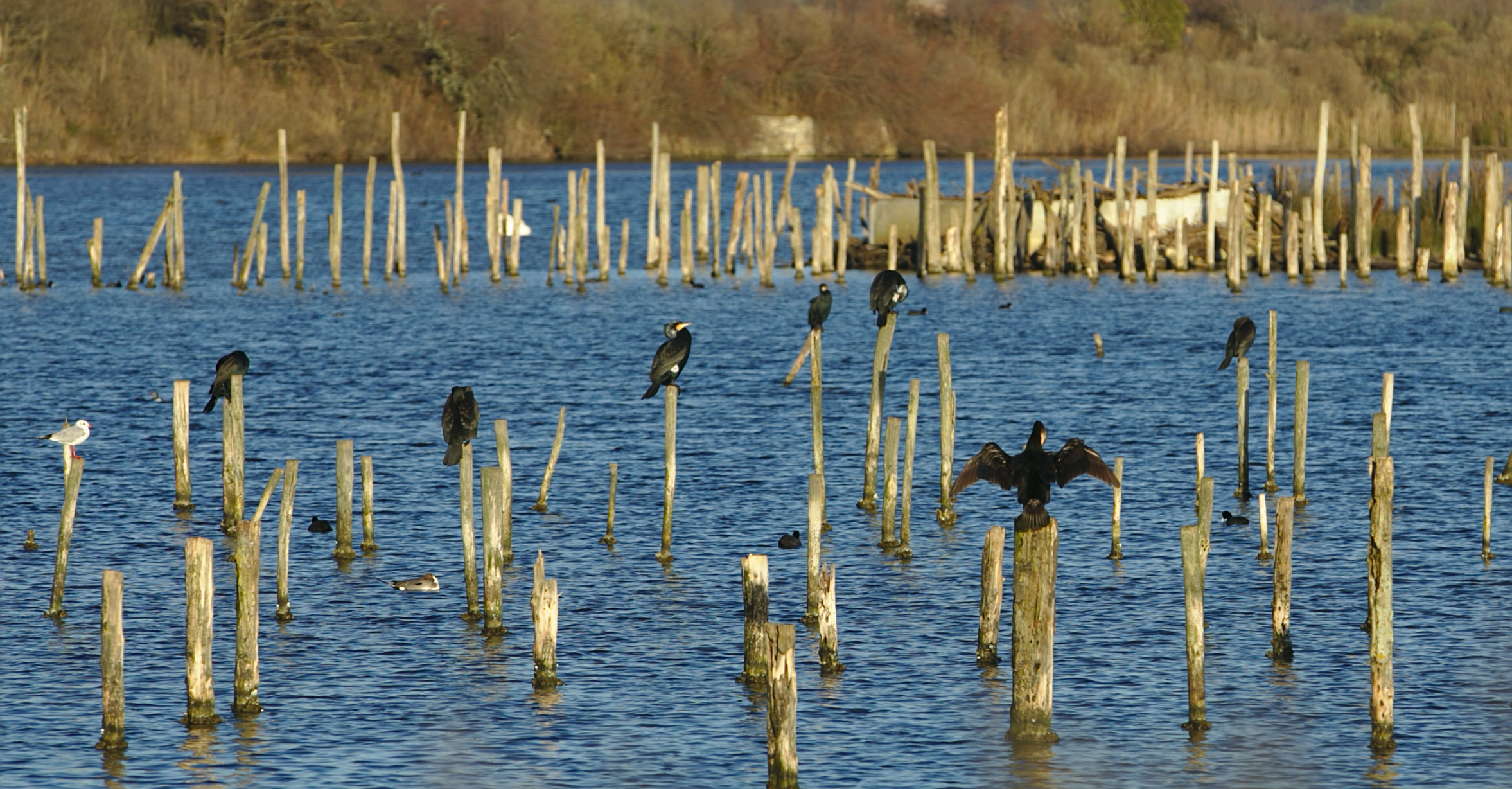
Kormorane bei Le Teich
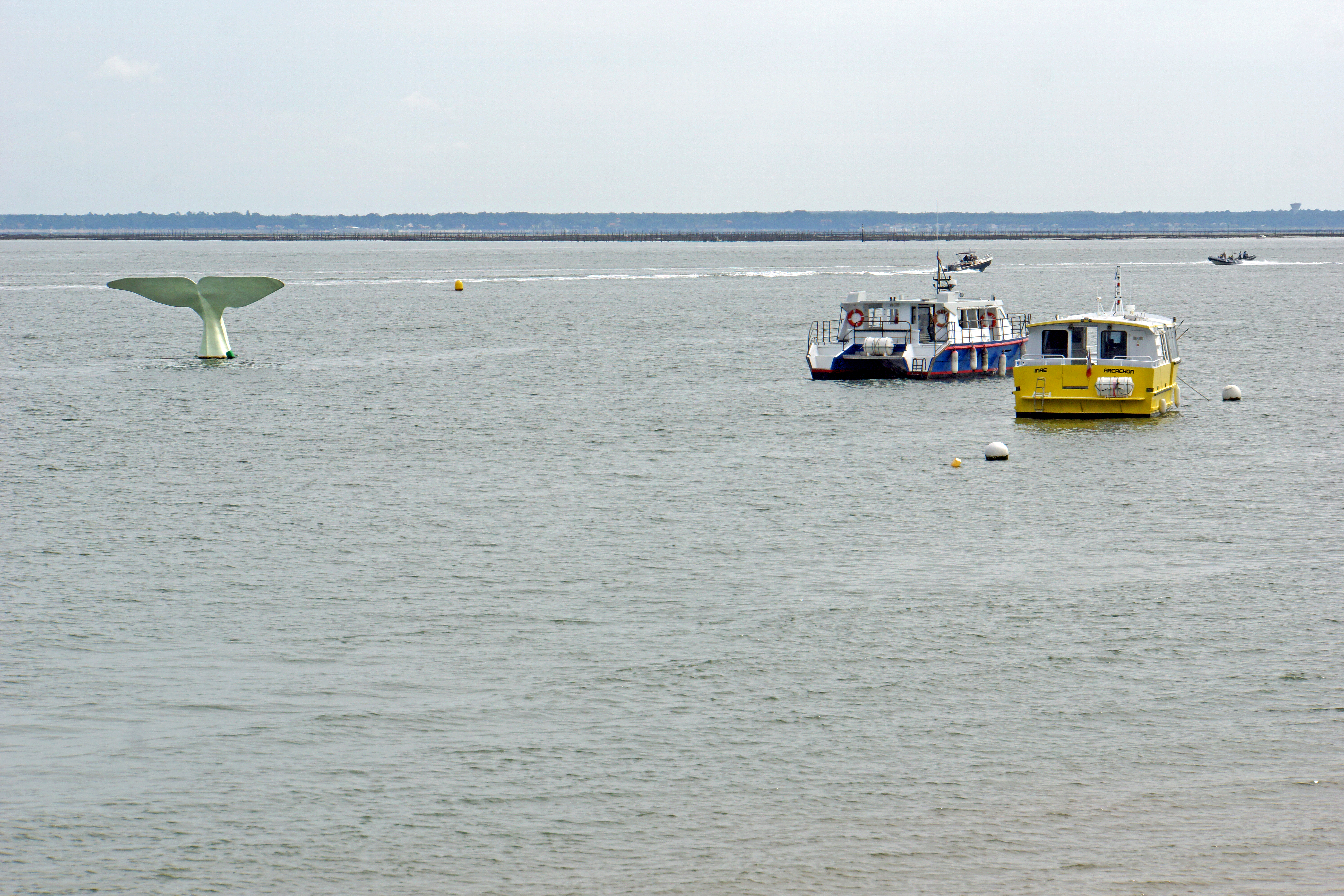
Eine Wal-Attrappe zur Belustigung der Touristen
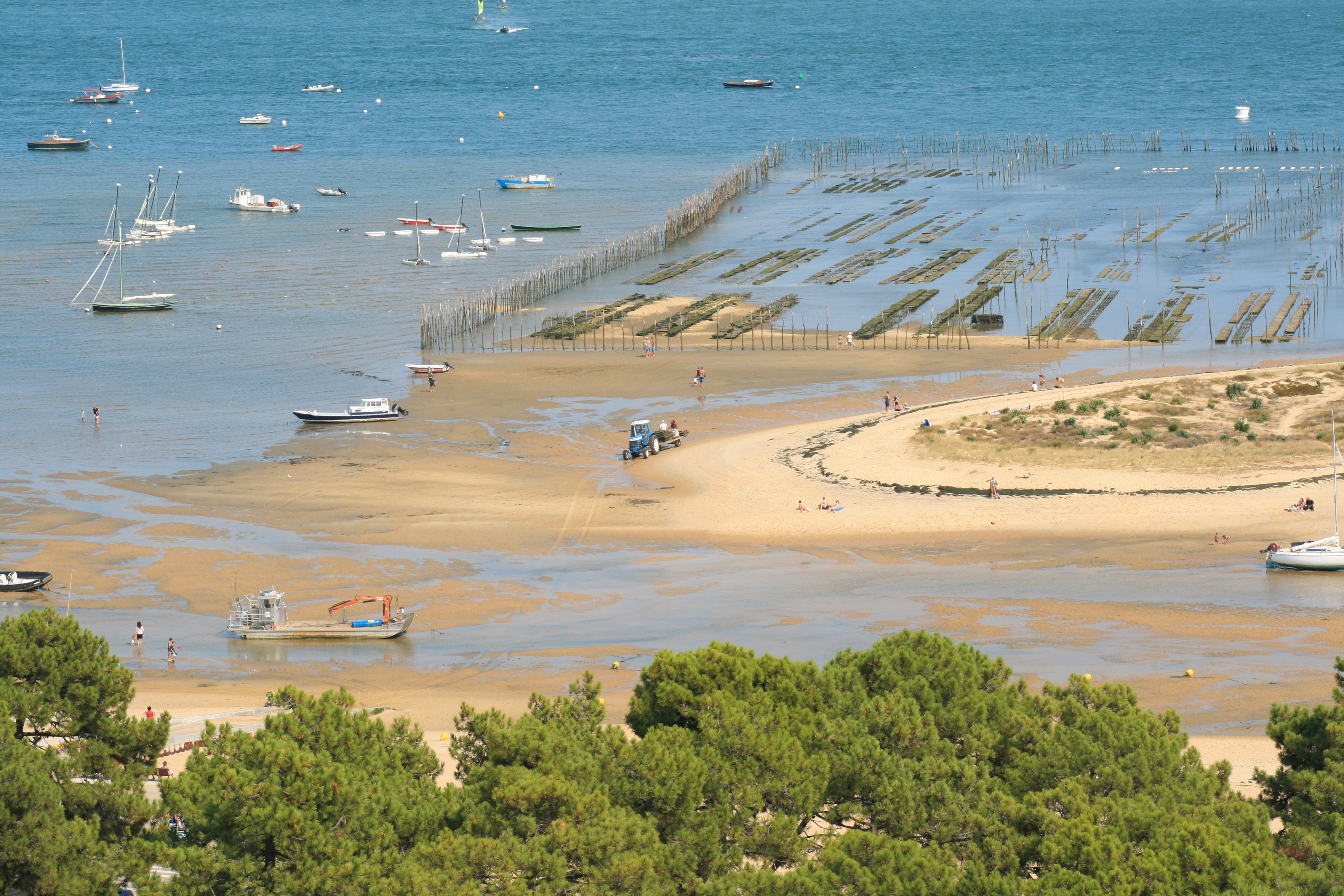
Austern-Park vor Cap-Ferret
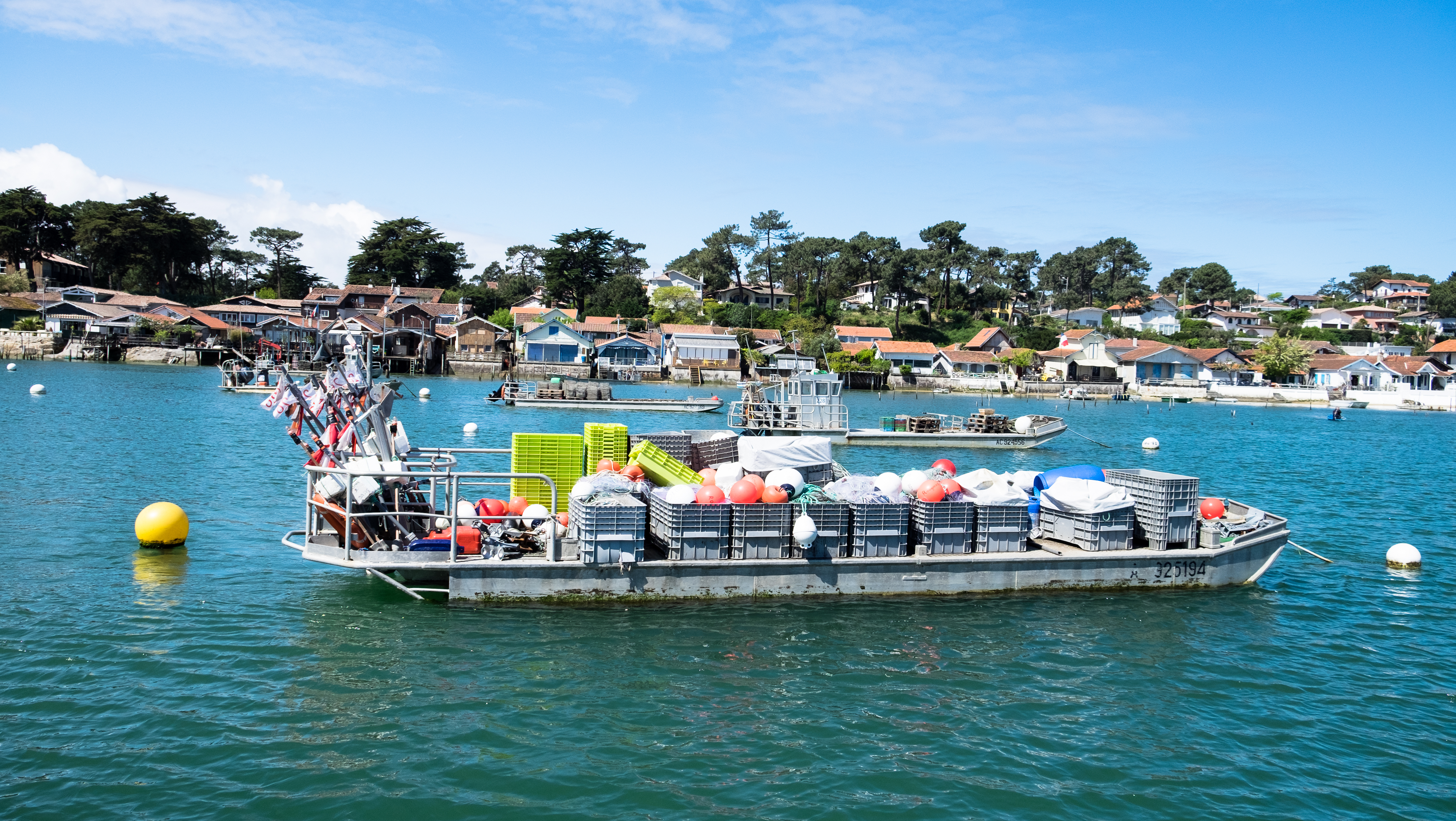
Boot für Austernzüchter vor L’Herb (Gemeinde Lège-Cap-Ferret)
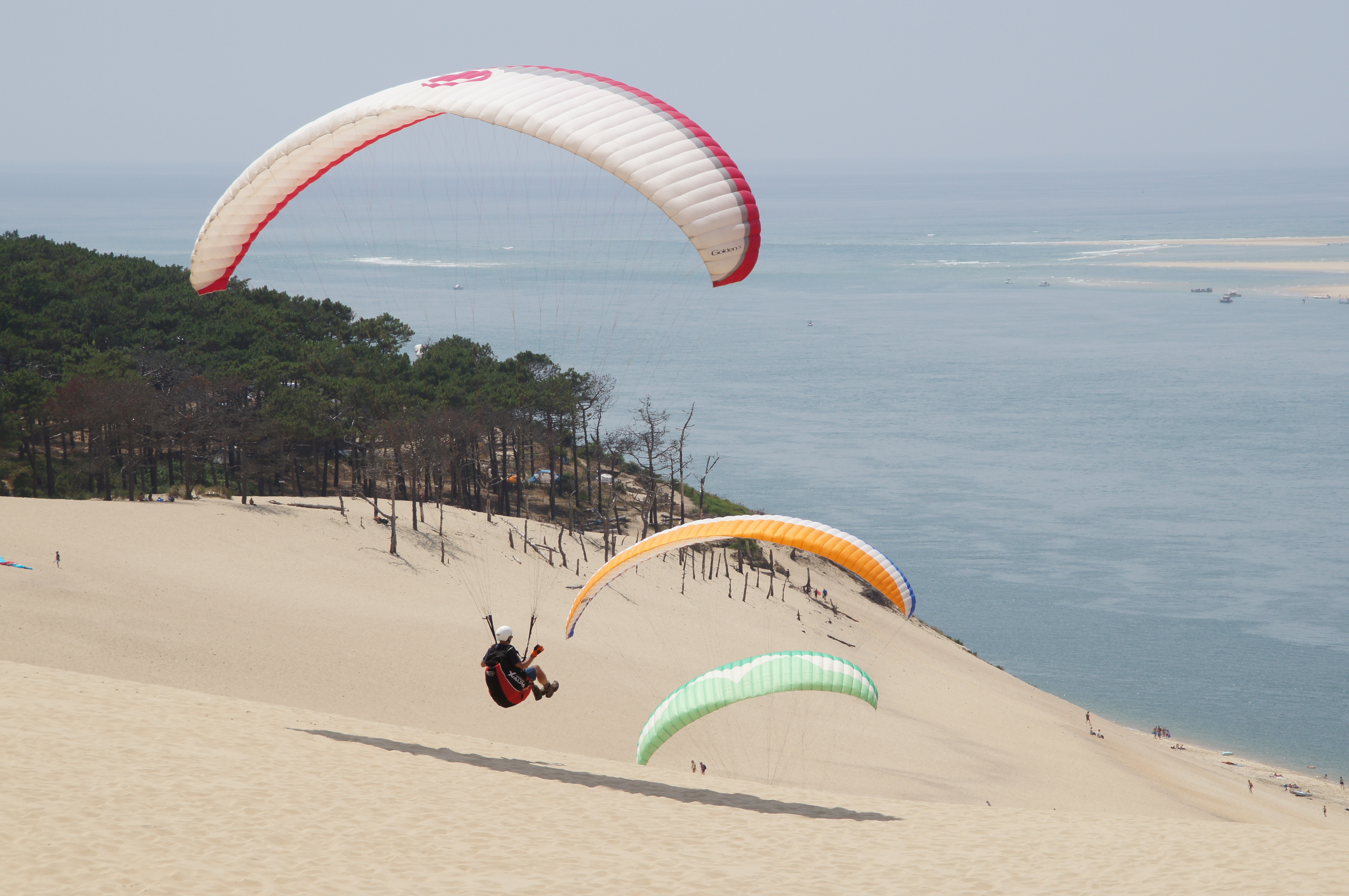
Paragleiter auf der Dune du Pilat
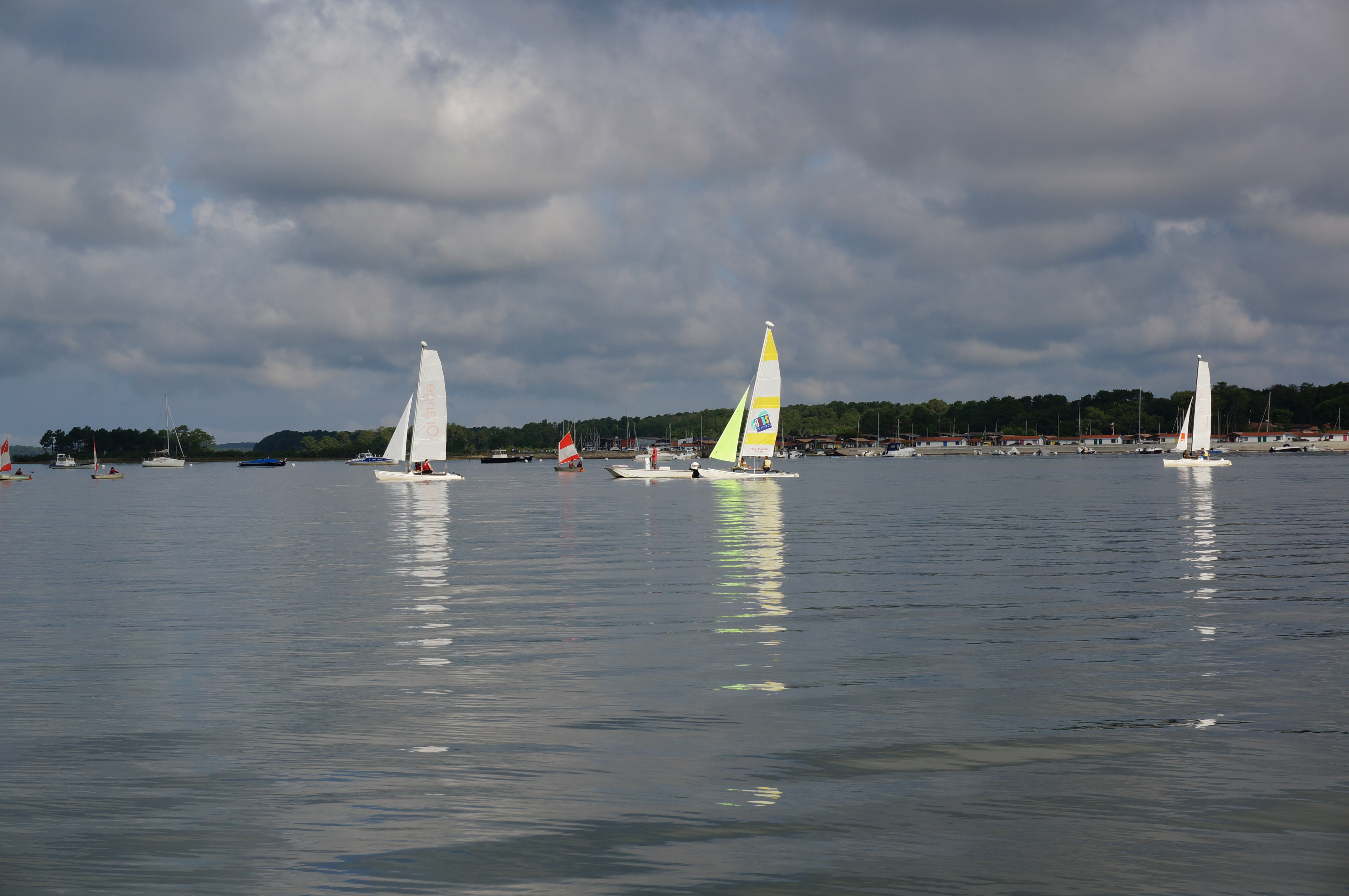
Segelsport vor Andernos-les-Bains